# テレビ大阪太子河南中継局
テレビ大阪太子河南中継局（テレビおおさかたいしかなんちゅうけいきょく）は、大阪府南河内郡河南町にあるテレビ大阪の中継局である。

## 概要
- 当中継局は、南河内郡河南町加納字元南948番地の大宝裏山に置局されており、河内地区の一部に電波を発射している。

## 中継局送信施設概要
| 放送局名       | リモコン キーID  | チャンネル     | 空中線電力        | ERP               | 放送対象 地域  | 放送区域 内世帯数 | 開局日         |
| デジタル中継局 | デジタル中継局   | デジタル中継局 | デジタル中継局    | デジタル中継局    | デジタル中継局 | デジタル中継局    | デジタル中継局 |
| -------------- | ---------------- | -------------- | ----------------- | ----------------- | -------------- | ----------------- | -------------- |
| TVO テレビ大阪 | 7                | 21             | 1W                | 3.4W              | 大阪府         | 約4万世帯         | 2007年 7月1日  |
| アナログ中継局 |                  |                |                   |                   |                |                   |                |
| TVO テレビ大阪 | アナログの為無し | 27             | 映像10W/ 音声2.5W | 映像38W/ 音声9.5W | 大阪府         | 約3万世帯         | 1985年 10月    |

- デジタルテレビの放送エリアは、富田林市・羽曳野市・南河内郡河南町・南河内郡太子町・千早赤阪村の各一部地域。
- なお、在阪広域民放テレビ局とNHK大阪放送局は、デジタル･アナログ共、生駒山の大阪送信所の放送エリアのめやすとなる[1]。
- アナログ中継局は、2011年7月24日で廃局。